# Президентские выборы в Китайской Республике (2024)
Выборы президента Китайской Республики (Тайваня) состоялись 13 января 2024 года одновременно с парламентскими выборами.
В выборах участвовали трое кандидатов от крупнейших партий Тайваня: Лай Циндэ от Демократической прогрессивной партии, Хоу Юи от партии Гоминьдан и Кэ Вэньчжэ от Тайваньской народной партии.
На выборах победил кандидат от правящей Демократической прогрессивной партии Лай Циндэ, известный как сторонник независимости Тайваня и сближения с США.

## Ход выборов
К 24 ноября, крайнему сроку подачи заявок на выборы, трое кандидатов зарегистрировались для участия.
11 декабря состоялась жеребьёвка мест в бюллетенях, установился следующий порядок кандидатов:
1. Кэ Вэньчжэ (ТНП)
2. Лай Циндэ (ДПП)
3. Хоу Юи (Гоминьдан)

30 декабря 2023 года прошли публичные дебаты кандидатов в президенты. 1 января 2024 года состоялись дебаты кандидатов в вице-президенты.
Голосование состоялось 13 января 2024 года. Победителем стал Лай Циндэ, набравший 40,05 % голосов. Инаугурация президента запланирована на 20 мая 2024 года.

## Предвыборный фон
Действующий президент от «Демократической прогрессивной партии» Цай Инвэнь, переизбранная в 2020 году, не имеет права баллотироваться на третий срок. В ноябре 2022 года Демократическая прогрессивная партия второй раз подряд потерпела неудачу на местных выборах, Гоминьдан же смог сохранить свои 14 из 21 кресел. После этого поражения президент Цай Инвэнь ушла с поста главы партии, передав его вице-президенту Лай Циндэ. В то же время результаты местных выборов, где традиционно сильны кандидаты от Гоминьдана и беспартийные, не влияет напрямую на президентские выборы: в 2020 году Цай Инвэнь от ДПП победила на выборах президента, несмотря на аналогичное поражение партии на местных выборах в 2018 году.
В июне 2023 года трое кандидатов были затронуты крупными скандалами. В ДПП скандал разгорелся из-за обвинений нескольких высокопоставленных функционеров этой партии в сексуальных домогательствах; в связи с Хоу Юи — из-за случая использования сильных седативных средств в нескольких детских садах Нового Тайбэя, где Хоу был мэром; в связи с Кэ Вэньчжэ споры вызвало его заявление японским СМИ о том, что вопрос принадлежности Тайваню или Японии спорных островов Сенкаку (Дяоюйтай) не так важен, бо́льшее значение имеет доступ тайваньских рыбаков к водам вокруг этих островов. Наибольший ущерб в свете этих скандалов понесли рейтинги кандидата от Гоминьдана Хоу Юи.
В апреле 2023 года кандидат Кэ Вэньчжэ посетил США, чтобы «представить ТНП и самого себя американскому обществу». В августе Лай Циндэ посетил Парагвай, сделав по пути две остановки в США. Оппоненты обвиняли его в том, что он использовал эти поездки в целях своей предвыборной кампании, сам Лай эти обвинения отверг. В сентябре визит в США совершил кандидат Хоу Юи.
В октябре 2023 года в Китае налоговым ведомством были начаты расследования в отношении компании Foxconn, основанной Терри Гоу, что некоторые аналитики связали с его предвыборной кампанией. Изначально Терри Гоу планировал выдвигаться в президенты от Гоминьдана, но после того, как партия выдвинула Хоу Юи, он заявил, что станет независимым кандидатом. Ему удалось собрать необходимое число подписей для выдвижения, но в день подачи заявок от кандидатов он объявил, что выходит из предвыборной гонки.

### Вопрос отношений с Китаем
За предшествующие несколько лет председатель КНР Си Цзиньпин сосредоточил в своих руках всю полноту власти в Китае и он неоднократно заявлял о неизбежности «воссоединения» Тайваня с Китаем. Выборы в 2024 году стали первыми на Тайване после начала российского вторжения в Украину. КНР не только не осудила вторжение, но и расширила связи с Россией, а Си Цзиньпин называл российского президента Владимира Путина своим «дорогим другом». Аналитики опасались, что Си Цзиньпин последует примеру Путина и начнет вторжение на Тайвань, пока США отвлечены на войны в Европе и на Ближнем Востоке. В своем новогоднем обращении, которое было за две недели до выборов на Тайване, Си Цзиньпин вновь заявил, что Тайвань «непременно воссоединится» с Китаем.
Вопрос независимости Тайваня и объединения с Китаем широко обсуждался в ходе выборов. Отношения Тайваня и КНР сильно ухудшились в 2022 году после визита на остров спикера Конгресса США Нэнси Пелоси. Все кандидаты на текущих выборах заявляли, что они возде́ржатся от объявления независимости, при этом противостоя давлению КНР. Также все стороны пообещали увеличить расходы страны на оборону.
Лай Циндэ повторил позицию президента Цай Инвэнь, согласно которой Тайвань уже является суверенным государством с названием «Китайская Республика», поэтому ему не требуется формальное объявление независимости. По словам Лая, он хочет сотрудничать с Китаем и видеть Тайвань и Китай «братскими народами», но в то же время не пасовать перед агрессивными шагами Пекина.
Хоу Юи заявил, что он против как формулы Китая «одна страна, две системы», так и независимости Тайваня, но он будет защищать суверенитет Китайской Республики в границах «островов Тайвань, Пэнху, Цзиньмынь и Мацзу».
Кэ Вэньчжэ заявил, что у Тайваня и Китая есть общая культура, но разные политические системы; он сравнил Тайвань и Китай с Великобританией и США, и отметил, что не хотел бы, чтобы они стали похожими на Великобританию и Индию. Кэ также критиковал своих оппонентов: Лая он называл слишком воинственным, а Хоу — «слишком податливым» в отношениях с Китаем, сам же он будет совмещать диалог и сдерживание в межпроливных отношениях.

### Настроения избирателей
Почти все соцопросы в предвыборный период показывали, что Лай Циндэ лидирует в гонке. В то же время опросы, в которых фигурировала коалиция Хоу и Кэ, показывали, что она обходит Лая, при этом формат, где Кэ выдвигается в президенты, а Хоу — в вице-президенты, обычно был более сильным. В начале ноября Гоминьдан и ТНП согласились работать для совместного выдвижения, но не смогли договориться о его формате. 24 ноября, в день подачи заявок на выборы, кандидаты Хоу и Кэ выдвинулись раздельно, тем самым обнулив шансы на коалицию. Кэ Вэньчжэ затем заявил, что он «всегда в душе был глубоко зелёным», выразив симпатии Демократической прогрессивной партии.
Согласно опросам, разные категории тайваньцев поддерживают кандидатов следующим образом:
- по возрасту: Кэ Вэньчжэ популярен среди молодёжи (до 30 лет), к Лай Циндэ склоняются избиратели среднего возраста и старше 65 лет, тогда как Хоу Юи слегка больше поддерживается умеренно пожилой категорией (45—65 лет)
- по роду деятельности: кандидата Лай Циндэ больше поддерживают рабочие, предприниматели, самозанятые, домохозяйки и неработающие; кандидата Хоу Юи предпочитают госслужащие, военные, учителя и пенсионеры, но также фермеры, традиционно считавшиеся электоратом ДПП; кандидата Кэ Вэньчжэ поддерживают «белые воротнички» и студенты
- по месту жительства: жители южного Тайваня и островов Пэнху предпочитают Лай Циндэ; жители северного Тайваня, малонаселённых юго-восточных районов, а также удалённых островов Цзиньмынь и Мацзу предпочитают Хоу Юи; в Новом Тайбэе поддержка кандидатов примерно равна.

Важным фактором является этническая принадлежность избирателей: существует устойчивый разрыв между прибывшими на Тайвань в 17—19 веках хокло (70 % населения), мигрировавшими с юга провинции Фуцзянь, и переселившимися вместе с Гоминьданом в конце 1940-х вайшэнжэнями (10—15 % населения), преимущественно происходящими из Северного Китая. Лай Циндэ довольно популярен среди хокло, но крайне непопулярен среди «северян», тогда как Хоу и Кэ среди них равнопопулярны. Среди хакка (15—20 % населения) слегка превалирует Хоу Юи.
| кандидат                               | хокло | хакка | вайшэнжэнь |
| -------------------------------------- | ----- | ----- | ---------- |
| Лай Циндэ                              | 38 %  | 28 %  | 10 %       |
| Хоу Юи                                 | 26 %  | 33 %  | 39 %       |
| Кэ Вэньчжэ                             | 23 %  | 27 %  | 35 %       |
| *Опрос TPOF от 22-24 декабря 2023 года |       |       |            |

## Выдвиженцы

### Демократическая Прогрессивная Партия
Кандидаты:
- Лай Циндэ, вице-президент Китайской Республики (2020—н. в.); премьер-министр Китайской Республики (2017—2019); мэр Тайнаня (2010—2017). До начала политической карьеры работал врачом[30][31].

| Демократическая прогрессивная партия             |                                             |
| Лай Циндэ                                        | Сьяу Бикхим                                 |
| в президенты                                     | в вице-президенты                           |
|                                                  |                                             |
| вице-президент Китайской Республики (2020—н. в.) | представительница Тайваня в США (2020—2023) |

### Гоминьдан
Кандидаты:
- Хоу Юи, мэр Нового Тайбэя (2018—н. в.). До начала политической карьеры работал в полиции[32].

| Гоминьдан                      |                                                      |
| Хоу Юи                         | Чжао Шаокан                                          |
| в президенты                   | в вице-президенты                                    |
|                                |                                                      |
| мэр Нового Тайбэя (2018—н. в.) | депутат Законодательного Юаня (1987—1991, 1993—1994) |

### Тайваньская народная партия
Кандидаты:
- Кэ Вэньчжэ, основатель и председатель «Тайваньской народной партии» (2019—н. в.); мэр Тайбэя (2014—2022). До начала политической карьеры работал врачом[33][34].

| Тайваньская народная партия |                                           |
| Кэ Вэньчжэ                  | У Синьин                                  |
| в президенты                | в вице-президенты                         |
|                             |                                           |
| мэр Тайбэя (2014—2022)      | депутат Законодательного Юаня (2022—2024) |

### Иные кандидаты
Снявшие кандидатуру:
- Терри Гоу, миллиардер, основатель и председатель совета директоров Foxconn.

| Независимый кандидат                   |                               |
| Терри Гоу                              | Лай Пэйся                     |
| в президенты                           | в вице-президенты             |
|                                        |                               |
| основатель и глава Foxconn (1974—2019) | актриса, певица, писательница |

## Результаты
| \| \| \| | 40,05 % |
|          |         |

|  |  |

| \| \| \| | 33,49 % |
|          |         |

|  |  |

| \| \| \| | 26,46 % |
|          |         |

|  |  |

### По регионам
| Город/уезд         | Лай/Сьяу (ДПП) | Лай/Сьяу (ДПП) | Хоу/Чжао (ГМД) | Хоу/Чжао (ГМД) | Кэ/У (ТПП) | Кэ/У (ТПП) | отрыв   | отрыв     | всего      |
| Город/уезд         | голосов        | %              | голосов        | %              | голосов    | %          | голосов | %         | всего      |
| ------------------ | -------------- | -------------- | -------------- | -------------- | ---------- | ---------- | ------- | --------- | ---------- |
| город Тайбэй       | 587,897        | 38.13%         | 587,258        | 38.08%         | 366,854    | 23.79%     | 641     | 0.0416%   | 1,542,011  |
| город Новый Тайбэй | 948,818        | 38.59%         | 864,557        | 35.17%         | 645,105    | 26.24%     | 84,261  | 3.4274%   | 2,458,480  |
| город Таоюань      | 476,441        | 35.27%         | 460,823        | 34.12%         | 413,528    | 30.61%     | 15,618  | 1.1562%   | 1,350,792  |
| город Тайчжун      | 641,622        | 37.58%         | 552,556        | 32.37%         | 513,025    | 30.05%     | 89,066  | 5.2171%   | 1,707,203  |
| город Тайнань      | 570,811        | 50.95%         | 286,867        | 25.61%         | 262,560    | 23.44%     | 283,944 | 25.3468%  | 1,120,238  |
| город Гаосюн       | 800,390        | 48.89%         | 478,476        | 29.23%         | 358,096    | 21.88%     | 321,914 | 19.6653%  | 1,636,962  |
| город Синьчжу      | 92,679         | 34.79%         | 82,326         | 30.90%         | 91,384     | 34.30%     | 1,295   | 0.49%     | 266,389    |
| уезд Синьчжу       | 92,977         | 27.40%         | 125,652        | 37.03%         | 120,654    | 35.56%     | -32,675 | -9.6306%  | 339,283    |
| уезд Мяоли         | 91,798         | 28.81%         | 131,230        | 41.18%         | 95,637     | 30.01%     | -39,432 | -12.3741% | 318,665    |
| уезд Чжанхуа       | 282,514        | 38.11%         | 244,140        | 32.93%         | 214,714    | 28.96%     | 38,374  | 5.1761%   | 741,368    |
| уезд Наньтоу       | 103,279        | 35.95%         | 109,163        | 38.00%         | 74,854     | 26.05%     | -5,884  | -2,0481%  | 287,296    |
| уезд Юньлинь       | 169,516        | 44.54%         | 111,633        | 29.33%         | 99,470     | 26.13%     | 57,883  | 15.2076%  | 380,619    |
| уезд Цзяи          | 139,510        | 47.69%         | 85,642         | 29.28%         | 67,382     | 23.03%     | 53,868  | 18.4143%  | 292,534    |
| уезд Пиндун        | 225,933        | 47.58%         | 146,084        | 30.77%         | 102,788    | 21.65%     | 79,849  | 16.8172%  | 474,805    |
| уезд Илань         | 119,517        | 44.74%         | 77,441         | 28.99%         | 70,171     | 26.27%     | 42,076  | 15.7512%  | 267,129    |
| уезд Хуалянь       | 43,157         | 24.78%         | 87,953         | 50.50%         | 43,047     | 24.72%     | -44,796 | -25.7216% | 174,157    |
| уезд Тайдун        | 30,131         | 27.41%         | 54,220         | 49.32%         | 25,590     | 23.28%     | -24,089 | -21,9108% | 109,941    |
| уезд Пэнху         | 19,023         | 38.60%         | 18,052         | 36.63%         | 12,202     | 24.76%     | 971     | 1.9705%   | 49,277     |
| уезд Кинмэнь       | 4,569          | 10.02%         | 28,005         | 61.40%         | 13,038     | 28.58%     | -23,436 | -51.3812% | 45,612     |
| уезд Ляньцзян      | 648            | 10.52%         | 3,860          | 62.67%         | 1,651      | 26.81%     | -3,212  | -52.1513% | 6,159      |
| город Цзилун       | 75,491         | 34.83%         | 83,685         | 38.61%         | 57,550     | 26.55%     | -8,194  | -3.7808%  | 216,726    |
| город Цзяи         | 68,199         | 43.26%         | 49,507         | 31.40%         | 39,950     | 25.34%     | 18,692  | 11.8562%  | 157,656    |
| всего              | 5,586,019      | 40.05%         | 4,671,021      | 33.49%         | 3,690,466  | 26.46%     | 914,998 | 6.5603%   | 13,947,506 |
| Город/уезд         | Лай/Сьяу (ДПП) | Лай/Сьяу (ДПП) | Хоу/Чжао (ГМД) | Хоу/Чжао (ГМД) | Кэ/У (ТПП) | Кэ/У (ТПП) | отрыв   | отрыв     | всего      |